# 30 octobre en sport
30 septembre 30 novembre
Chronologies thématiques
- Croisades
- Ferroviaires
- Disney

Le 30 octobre (303e jour de l'année ou 304e en cas d'année bissextile) en sport.

## Événements

### XIXesiècle
- 1871 :
  - (Baseball) : les Philadelphia Athletics remportent le premier championnat professionnel des États-Unis de baseball organisé par la National Association of Professional Base Ball Players avec 21 victoires et 7 défaites[1].
- 1875 :
  - (Baseball) : les Boston Red Stockings remportent le 5e championnat des États-Unis de baseball organisé par la National Association of Professional Base Ball Players avec 71 victoires et 8 défaites[2].
- 1888 :
  - (Boxe anglaise / Championnat du monde) : aux États-Unis, en Virginie, Paddy Duffy devient le premier champion du monde des poids welters en battant au 17e round par KO l'Écossais Billy McMillan

### XXesièclede1951à2000
- 1967 :
  - (Cyclisme sur piste) : le cycliste belge Ferdinand Bracke bat le record du monde de l'heure en parcourant la distance de 48,093 km.
- 1974 :
  - (Boxe) : dans le stade de Kinshasa, Mohamed Ali bat George Foreman par KO au 8e round, et redevient champion du monde des poids lourds.
- 1988 :
  - (Formule 1) : le Brésilien Ayrton Senna remporte son premier titre de champion du monde des conducteurs au volant d'une McLaren-Honda grâce à sa victoire au Grand Prix automobile du Japon à Suzuka.

### XXIesiècle
- 2011 :
  - (Formule 1) : Grand Prix d'Inde.
  - (Jeux panaméricains) : à Guadalajara, clôture de la seizième édition des Jeux panaméricains.
- 2023 :
  - (Football /Trophée) : l'internationale espagnole du Barça, Aitana Bonmatí remporte le Ballon d'Or féminin[3]. Chez les garçons, c'est l'attaquant argentino-espagnol de l'Inter Miami CF Lionel Messi qui remporte le récompense suprême pour la 8e fois de sa carrière[4]. L'Anglais Jude Bellingham reçoit le Trophée Kopa.
  - (Tennis /ATP Masters 1000) : début du Tournoi de tennis de Paris-Bercy qui se déroule jusqu'au 5 novembre 2023.

## Naissances

### XIXesiècle
- 1851 :
  - W. D. O. Greig, footballeur écossais. († 28 janvier 1942).
- 1867 :
  - Ed Delahanty, joueur de baseball américain. († 2 juillet 1903).
- 1873 :
  - Dave Gallaher, joueur de rugby à XV néo-zélandais. (6 sélections en équipe nationale). († 4 octobre 22 septembre 1917).
- 1880 :
  - Paul Roos, joueur de rugby à XV sud-africain. (4 sélections en équipe nationale). († 22 septembre 1948).
- 1885 :
  - Leonard Peterson, gymnaste suédois. Champion olympique du concours général par équipes aux Jeux de Londres 1908. († 15 avril 1956).
- 1888 :
  - Konstantínos Tsiklitíras, athlète de sauts grec. Médaillé d'argent des sauts en hauteur et en longueur sans élan aux Jeux de Londres 1908 puis champion olympique du saut en longueur sans élan et médaillé de bronze du saut en hauteur sans élan aux Jeux de Stockholm 1912. († 10 février 1913).

### XXesièclede1901à1950
- 1906 :
  - Giuseppe Farina, pilote de F1 italien. Champion du monde de Formule 1 1950. (5 victoires en Grand Prix). († 30 juin 1966).
- 1917 :
  - Maurice Trintignant, pilote de F1 et de courses d'endurance français. (2 victoires en Grand Prix). Vainqueur des 24 Heures du Mans 1954. († 13 février 2005).
- 1921 :
  - Bram Appel, footballeur puis entraîneur néerlandais. (12 sélections en équipe nationale). († 31 octobre 1997).
- 1926 :
  - Jacques Swaters, pilote de courses automobile belge. († 10 décembre 2010).
- 1927 :
  - Joe Adcock, joueur de baseball américain. († 3 mai 1999).
- 1928 :
  - Patrick El Mabrouk, athlète de demi-fond français. Médaillé d'argent du 1 500m aux championnats d'Europe d'athlétisme 1950. († 3 février 1994).
- 1930 :
  - Don Meineke, basketteur américain. († 3 septembre 2013).
- 1933 :
  - Gaston Rebry, cycliste sur route belge. († 5 janvier 2007).
- 1936 :
  - Polina Astakhova, gymnaste artistique soviétique puis ukrainienne. Championne olympique du concours général par équipes et médaillée de bronze des exercices d'ensemble avec agrès portatifs par équipes aux Jeux de Melbourne 1956, championne olympique du concours général par équipes et des barres asymétriques, médaillée d'argent du sol puis médaillée de bronze du concours général individuel aux Jeux de Rome 1960 ainsi qu'aux Jeux de Tokyo 1964. Championne du monde de gymnastique artistique du concours général par équipes 1958 et 1962. Championne d'Europe de gymnastique artistique féminine des barres asymétriques et du sol 1959 puis championne d'Europe de gymnastique artistique féminine des barres asymétriques et de la poutre 1961. († 5 août 2005).
- 1941 :
  - Orazio Schena, joueur de football belge. († 30 janvier 2024).
- 1942 :
  - Eduard Vinokurov, sabreur soviétique. Champion olympique par équipe aux Jeux de Mexico 1968 et aux Jeux de Montréal 1976 puis médaillé d'argent par équipes aux Jeux de Munich 1972. Champion du monde d'escrime du sabre par équipe 1967, 1969, 1970, 1971, 1974 et 1975. († 10 février 2010).
- 1947 :
  - René Exbrayat, entraîneur de football français. († 29 octobre 2023).
- 1949 :
  - Pascal Hérold, navigateur et homme d'affaires français.

### XXesièclede1951à2000
- 1959 :
  - Marc Alexandre, judoka puis entraîneur français. Médaillé de bronze des -65 kg aux Jeux de Los Angeles 1984 puis champion olympique des -71 kg aux Jeux de Séoul 1988. Champion d'Europe de judo des -65 kg 1984.
- 1960 :
  - Diego Maradona, footballeur puis entraîneur argentin. Champion du monde de football 1986. Vainqueur de la Coupe UEFA 1989. (91 sélections en équipe nationale). Sélectionneur de l'équipe d'Argentine de 2008 à 2010 († 25 novembre 2020).
- 1961 :
  - Seth Adonkor, footballeur français. († 18 novembre 1984).
- 1962 :
  - Stefan Kuntz, footballeur allemand. Champion d'Europe de football 1996. (25 sélections en équipe nationale).
- 1963 :
  - Hervé Arsène, footballeur malgache.
  - Thomas Erdos, pilote de courses automobile brésilien.
- 1964 :
  - Steven Andskär, pilote de courses automobile d'endurance suédois.
- 1966 :
  - Lyudmila Rogachova, athlète de demi-fond soviétique puis russe. Médaillée d'argent du 1 500m aux Jeux de Barcelone 1992. Championne d'Europe d'athlétisme du 1 500m et médaillée de bronze du 800m 1994.
- 1971 :
  - Fredi Bobic, footballeur puis entraîneur allemand. Champion d'Europe de football 1996. (37 sélections en équipe nationale).
- 1975 :
  - Marco Scutaro, joueur de baseball vénézuélien.
- 1977 :
  - Nicola Cadei, pilote de courses automobile d'endurance italien.
- 1979 :
  - Rubén Douglas, basketteur américano-panaméen. Vainqueur de la Coupe ULEB de basket-ball 2006. (5 sélections avec l'équipe du Panama). († 26 avril 2024).
  - Manuel Quinziato, cycliste sur route italien.
- 1980 :
  - Kareem Rush, basketteur américain.
- 1981 :
  - Maurice Bailey, basketteur américain.
  - Nicolas Laharrague, joueur de rugby à XV français. (2 sélections en équipe de France).
  - Muna Lee, athlète de sprint américaine. Championne du monde d'athlétisme du relais 4 × 100 m 2005.
- 1982 :
  - Martin Gilbert, cycliste sur route canadien.
  - David Marty, joueur de rugby à XV français. Vainqueur des tournois des Six Nations 2006, 2007 et du Grand Chelem 2010. (37 sélections en équipe de France).
- 1985 :
  - Ragnar Klavan, footballeur estonien. (126 sélections en équipe nationale).
  - Drew Stafford, hockeyeur sur glace américain.
- 1986 :
  - Sebastián Crismanich, taekwondoïste argentin. Champion olympique des -80 kg aux Jeux de Londres 2012.
  - Adam Gibson, basketteur australien.
  - Thomas Morgenstern, sauteur à ski autrichien. Champion olympique du grand tremplin et par équipes aux Jeux de Turin 2006, champion olympique par équipes aux Jeux de Vancouver 2010 puis médaillé d'argent par équipes aux Jeux de Sotchi 2014. Champion du monde de sauts à ski au petit et grand tremplin par équipes 2005, champion du monde de sauts à ski au grand tremplin par équipes 2007 et 2009, champion du monde de sauts à ski au petit tremplin individuel et par équipes puis du grand tremplin par équipes 2011 puis champion du monde de sauts à ski par équipes au grand tremplin 2013. Champion du monde de vol à ski par équipes 2008, 2010 et 2012.
- 1987 :
  - Émilie Andéol, judokate française. Championne olympique des +78 kg aux Jeux de Rio 2016. Championne d'Europe de judo des +78 kg 2014.
  - Michel Soro, boxeur français.
  - Chris Stewart, hockeyeur sur glace canadien.
- 1988 :
  - Anthony Guttig, hockeyeur sur glace français.
- 1989 :
  - Ashley Barnes, footballeur autrichien.
  - Nastia Liukin, gymnaste américaine. Championne olympique du concours général individuel, médaillée d'argent par équipes, des barres asymétriques et de la poutre puis médaillée de bronze du sol aux Jeux de Pékin 2008. Championne du monde de gymnastique artistique des barres asymétriques et de la poutre 2005 puis championne du monde de gymnastique artistique par équipes et à la poutre 2007.
  - Benjamin Toniutti, volleyeur français. Champion olympique aux Jeux de Tokyo 2020. Champion d'Europe de volley-ball masculin 2015. Vainqueur de la Ligue des champions masculine de volley-ball 2021. (323 sélections en équipe de France).
- 1991 :
  - Danell Leyva, gymnaste américain. Médaillé de bronze du concours général individuel aux Jeux de Londres 2012 puis d'argent des barres parallèles et de la barre fixe aux Jeux de Rio 2016. Champion du monde de gymnastique artistique des barres parallèles 2011.
  - Artemi Panarine, hockeyeur sur glace russe.
  - Tomáš Satoranský, basketteur tchèque. 46 sélections en équipe nationale).
  - Henry Thomas, joueur de rugby à XV anglais puis gallois. (7 sélections avec l'équipe d'Angleterre et 4 avec celle du pays de Galles).
- 1992 :
  - Pieter-Jan Hannes, athlète de demi-fond belge.
  - Tim Merlier, cycliste sur route belge.
- 1993 :
  - Marcus Mariota, joueur de foot U.S. américain.
  - Khalifa Moubarak, footballeur émirati. (13 sélections en équipe nationale).
  - Charles Planet, cycliste sur route français.
- 1994 :
  - Monty Ioane, joueur de rugby à XV italien. (25 sélections en équipe nationale).
- 1996 :
  - Devin Booker, basketteur américain.
- 1999 :
  - Jessika Cowart, footballeuse philippine. (22 sélections en équipe nationale).
  - Issuf Sanon, basketteur ukrainien.

### XXIesiècle
- 2001 :
  - Cezary Miszta, footballeur polonais.
  - Crysencio Summerville, footballeur néerlandais.

- 2007 :
  - Melanie Barcenas, footballeuse américaine.

## Décès

### XXesièclede1901à1950
- 1947 :
  - Walter Buckmaster, 70 ans, joueur de polo britannique. Médaillé d'argent aux Jeux de Paris 1900 et aux Jeux de Londres 1908. (° 16 octobre 1872).

### XXesièclede1951à2000
- 1965 :
  - Lee Fohl, 88 ans, joueur de baseball américain. († 28 novembre 1876).
- 1969 :
  - Vic Richardson, 74 ans, joueur de cricket australien. (19 sélections en test cricket). (° 7 septembre 1894).
- 1975 :
  - Andrés Mazali, 73 ans, footballeur puis entraîneur uruguayen. Champion olympique aux Jeux de Paris 1924 et aux Jeux d'Amsterdam 1928. Vainqueur des Copa América 1923, 1924 et 1926. (21 sélections en équipe nationale). (° 22 juillet 1902).
- 1994 :
  - Guy Middleton, 94 ans, nageur français. (° 4 août 1900).
- 1998 :
  - Apo Lazaridès, 73 ans, cycliste sur route français. (° 16 octobre 1925).
  - Elmer Vasko, 62 ans, hockeyeur sur glace canadien. (° 11 décembre 1935).

### XXIesiècle
- 2003 :
  - Steve O'Rourke, 63 ans, pilote de courses automobile et agent artistique britannique. (° 1er octobre 1940).
- 2005 :
  - Al Lopez, 97 ans, joueur de baseball puis manager américain. (° 20 août 1908).
- 2006 :
  - Fanta Keita, 25 ans, judokate sénégalaise. Médaillée de bronze des -70kg au CA de judo 2001 puis des -63kg à ceux de 2004 et 2006, championne d'Afrique de judo des -63kg 2005. (° 8 mai 1981).
- 2007 :
  - Srđan Mrkušić, 92 ans, footballeur yougoslave puis serbe. (11 sélections avec l'équipe de Yougoslavie). (° 26 mai 1915).
  - John Woodruff, 92 ans, athlète de demi-fond américain. Champion olympique du 800 m aux Jeux de Berlin 1936. (° 5 juillet 1915).
- 2008 :
  - Valentin Bouboukine, 75 ans, footballeur puis entraîneur soviétique puis russe. Champion d'Europe de football 1960. (11 sélections avec l'équipe d'Union soviétique). (° 23 avril 1933).
- 2011 :
  - Serge Aubry (hockey sur glace), 69 ans, hockeyeur sur glace canadien. (° 2 janvier 1942).
- 2013 :
  - Léo Gravelle, 88 ans, hockeyeur sur glace canadien. (° 10 juin 1925).
- 2017 :
  - Abbas Zandi, 87 ans, lutteur iranien. Champion du monde de lutte libre des -73kg 1954. (° 3 juin 1930).
- 2019 :
  - Ron Fairly, 81 ans, joueur de baseball puis consultant TV américain. (° 12 juillet 1938).